# Zhukovskiy (cràter)

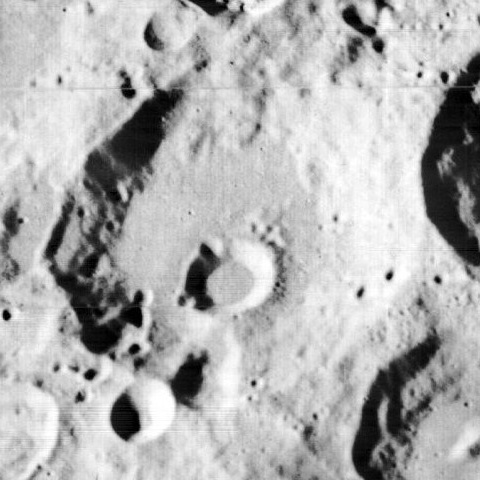
Imatge de la missió Lunar Orbiter 1

Zhukovskiy és un cràter d'impacte que es troba en la cara oculta de la Lluna. Forma un parella amb Lebedinskiy, que està unit a la vora oriental. No hi ha altres cràters amb nom propi al voltant. La immensa plana emmurallada de Korolev es troba més al sud-est. Es localitza al sud-oest de la Conca Dirichlet-Jackson.

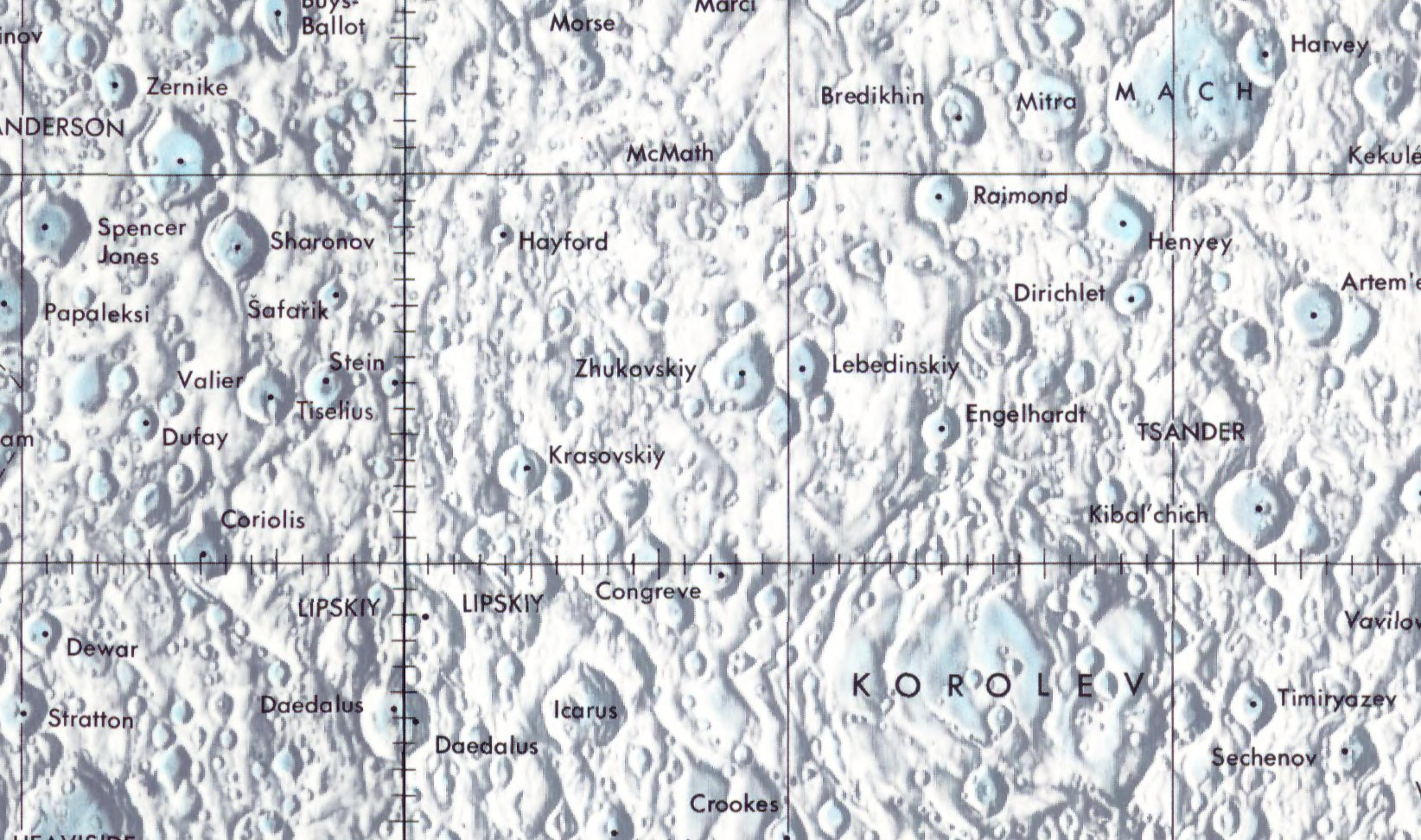
Localització de Zhukovskiy (centre de la imatge)

La vora de Zhukovskiy s'ha erosionada una mica, particularment en els extrems nord i sud. El sòl interior és relativament pla, encara que un cràter petit però prominent ocupa part de la meitat sud.

## Cràters satèl·lit
Per convenció aquests elements són identificats en els mapes lunars posant la lletra en el costat del punt central del cràter que està més proper a Zhukovskiy.
|            | \| Zhukovskiy \| Coordenades \| Diàmetre \| \| ---------- \| -------------------------------------- \| -------- \| \| Q \| 6° 12′ N, 168° 48′ O / 6.2°N,168.8°O \| 23 km \| \| T \| 7° 54′ N, 172° 18′ O / 7.9°N,172.3°O \| 23 km \| \| O \| 8° 30′ N, 173° 12′ O / 8.5°N,173.2°O \| 29 km \| \| W \| 9° 48′ N, 170° 18′ O / 9.8°N,170.3°O \| 31 km \| \| X \| 10° 30′ N, 171° 06′ O / 10.5°N,171.1°O \| 30 km \| \| Z \| 10° 00′ N, 166° 48′ O / 10.0°N,166.8°O \| 34 km \| |          |
| Zhukovskiy | Coordenades | Diàmetre |
| Q          | 6° 12′ N, 168° 48′ O / 6.2°N,168.8°O | 23 km    |
| T          | 7° 54′ N, 172° 18′ O / 7.9°N,172.3°O | 23 km    |
| O          | 8° 30′ N, 173° 12′ O / 8.5°N,173.2°O | 29 km    |
| W          | 9° 48′ N, 170° 18′ O / 9.8°N,170.3°O | 31 km    |
| X          | 10° 30′ N, 171° 06′ O / 10.5°N,171.1°O | 30 km    |
| Z          | 10° 00′ N, 166° 48′ O / 10.0°N,166.8°O | 34 km    |